# Bratislavské bábkové divadlo
Bratislavské bábkové divadlo (česky Bratislavské loutkové divadlo) je loutkové divadlo v Bratislavě. Divadlo vzniklo jako Státní loutkové divadlo v Bratislavě 1. března 1957 se sídlem na Dunajské ulici 36. S přechodem kompetence na Bratislavský samosprávný kraj divadlo získalo od 1. září 2002 své nynější jméno.

## Galerie

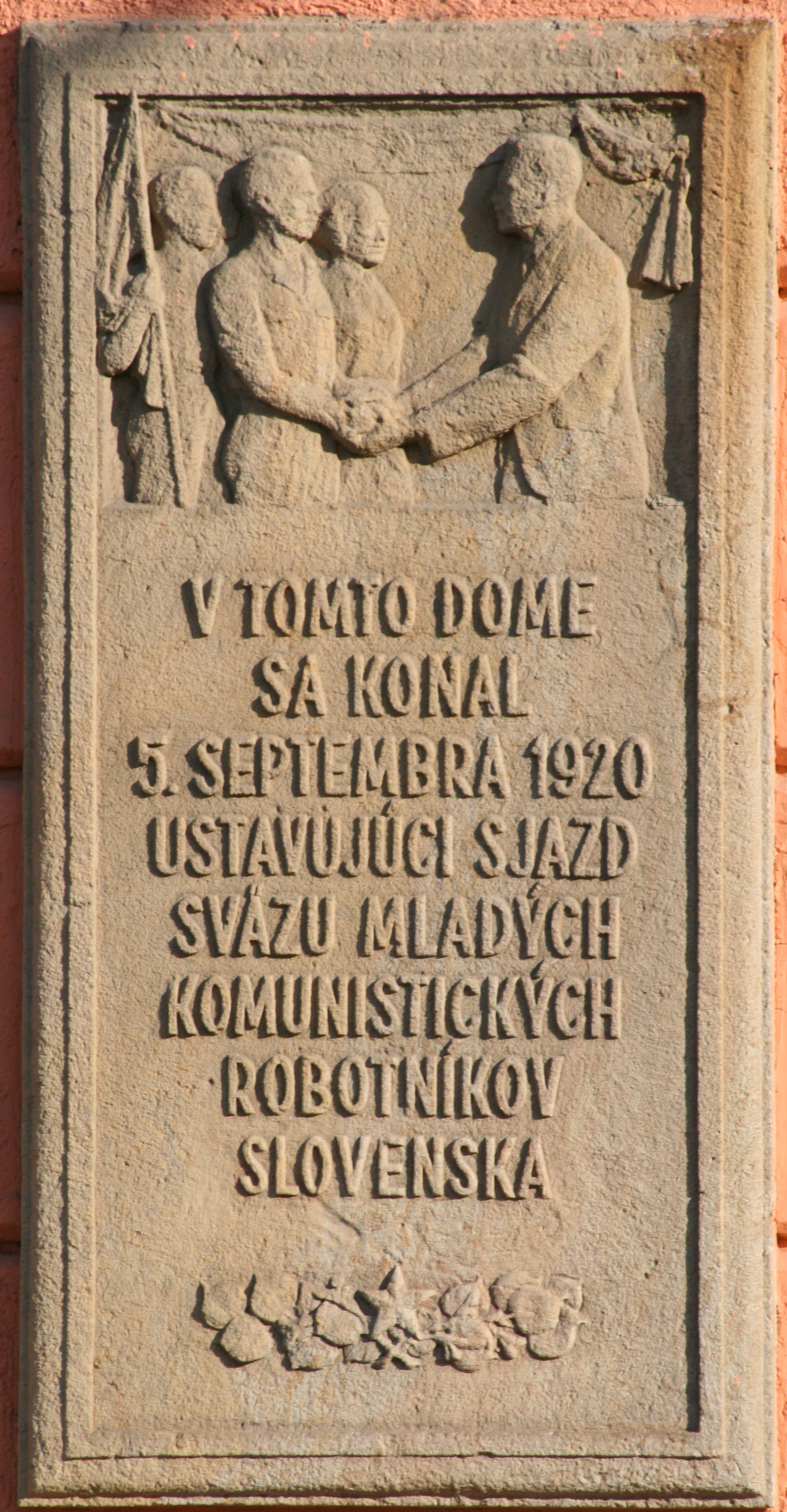
Pamětní deska ustanovujícího sjezdu Mladých komunistických robotníkov Slovenska
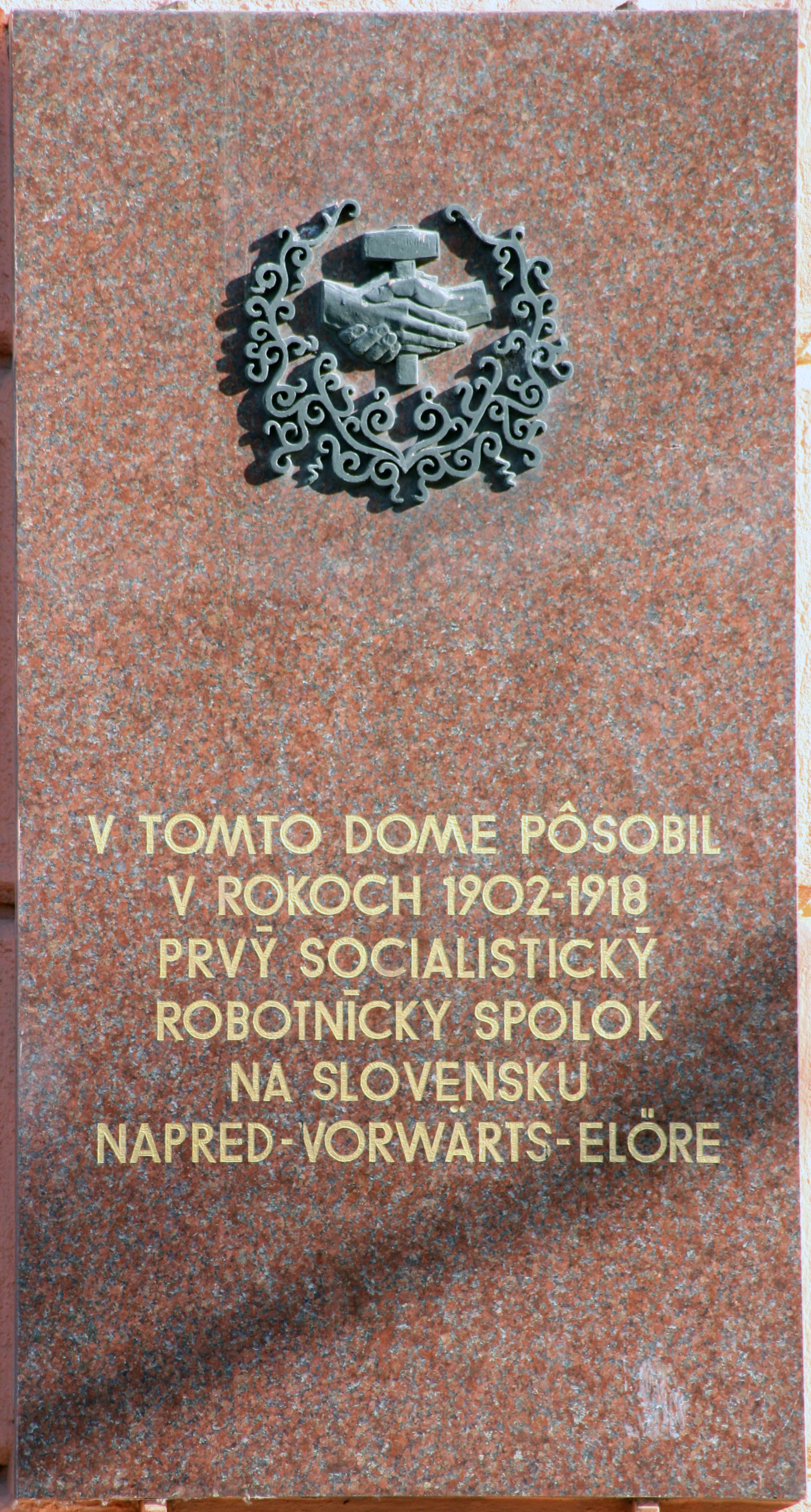
Pamětní deska spolku Napred
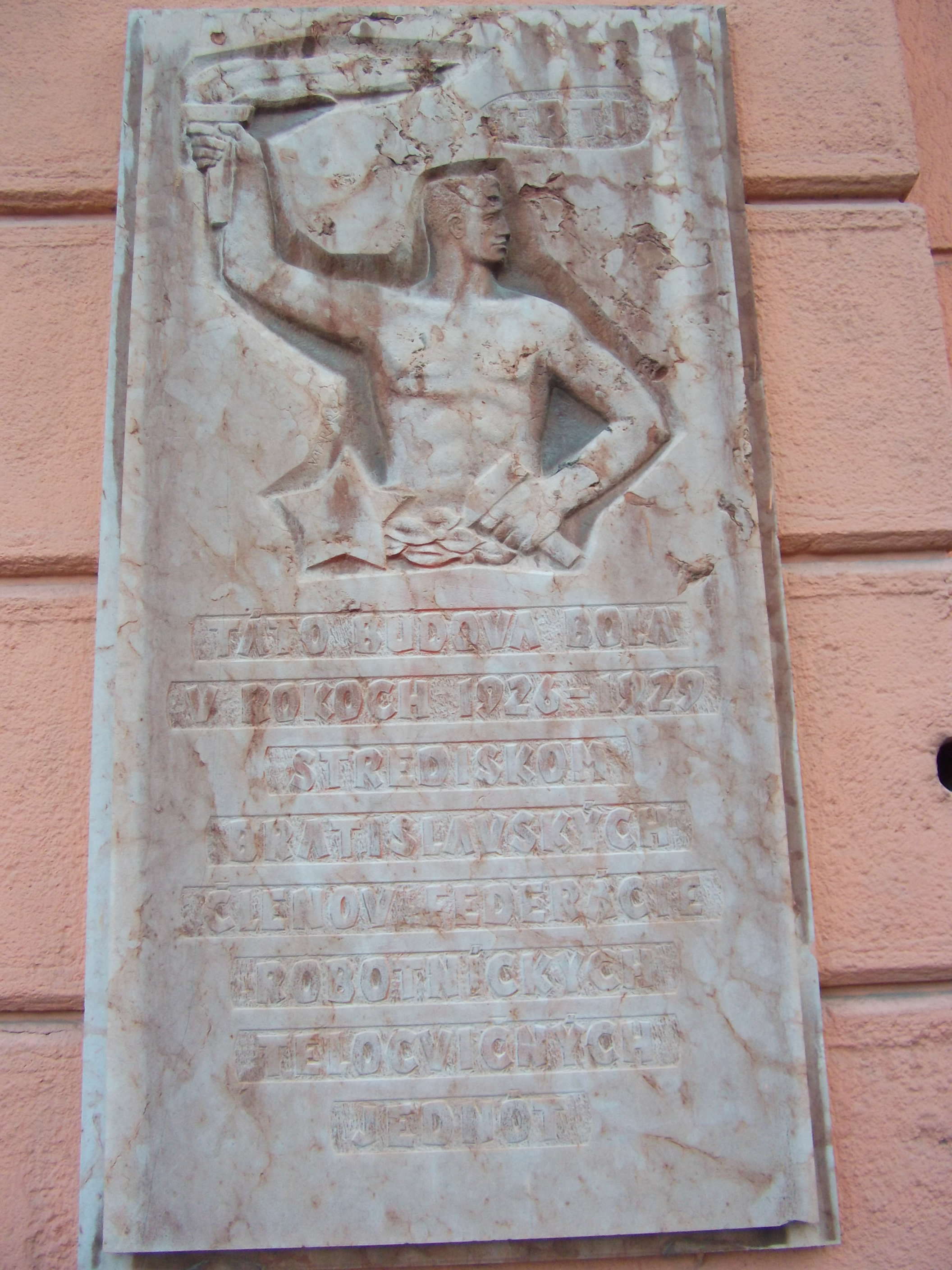
Pamětní deska střediska Federácie robotníckych telocvičných jednôt